# Ladyboy vs Yakuzas, L'île du désespoir
Ladyboy vs Yakuzas, L'île du désespoir (絶望の犯島―100人のブリーフ男vs1人の改造ギャル, Zetsubō no Hantō - Hyakunin no brief otoko to hitori no kaizō girl) est un seinen manga de Toshifumi Sakurai prépublié dans le magazine Manga Action de l'éditeur Futabasha. Il est publié au Japon en volumes reliés depuis le 28 août 2013 et compte cinq volumes,. La version française est éditée par Akata dans la collection « WTF?! » depuis février 2015.

## Liste des volumes
| no | Japonais          | Japonais          | Français         | Français          |
| no | Date de sortie    | ISBN              | Date de sortie   | ISBN              |
| --- | ----------------- | ----------------- | ---------------- | ----------------- |
| 1 | 28 août 2013      | 978-4-575-84278-4 | 22 février 2015  | 978-2-36974-046-9 |
| Liste des chapitres : - Épisode 1 : La vengeance est un plat qui se mange froid - Épisode 2 : Largué(e) sur l'île de Kon-Lhankul ! - Épisode 3 : Il s'appelle Ozawa - Épisode 4 : I LOVE le bricolage - Épisode 5 : Le pervers au super sens ! - Épisode 6 : Le passé de Kôzô - Épisode 7 : L'île du désespoir - Épisode 8 : L'ultime conflit |                   |                   |                  |                   |
| 2 | 28 février 2014   | 978-4-575-84358-3 | 23 avril 2015    | 978-2-36974-047-6 |
| Liste des chapitres : - Épisode 9 : Père et fils désespérés - Épisode 10 : Le grand God - Épisode 11 : La vraie nature de Dieu - Épisode 12 : Premier homme - Épisode 13 : Défaite - Épisode 14 : L'assaut des hommes en slip - Épisode 15 : Un monstre apparaît - Épisode 16 : Histoire de Lion - Épisode 17 : Le souhait de Lion            |                   |                   |                  |                   |
| 3 | 27 septembre 2014 | 978-4-575-84491-7 | 2 juillet 2015   | 978-2-36974-063-6 |
| 4 | 28 avril 2015     | 978-4-575-84613-3 | 12 novembre 2015 | 978-2-36974-089-6 |
| 5 | 28 septembre 2015 | 978-4-575-84692-8 | 25 février 2016  | 978-2-36974-105-3 |